# Davenport Estate Historic District
Unter der Bezeichnung Davenport Estate Historic District ist ein Grundstück der namensgebenden Familie Davenport mit mehreren historischen Landhäusern und Nebengebäuden als Historic District im National Register of Historic Places eingetragen. Das rund 9 ha große Gebiet befindet sich auf dem Stadtgebiet von Milton im Bundesstaat Massachusetts der Vereinigten Staaten und wird heute als Wakefield Estate von der Organisation Wakefield Trust verwaltet.

## Bestandteile des Historic Districts
Das aus dem frühen 18. Jahrhundert stammende John Davenport Farmhouse befindet sich am Ende eines Privatwegs, der von der Brush Hill Road abzweigt. Das in Holzrahmenbauweise errichtete und mit der Vorderseite nach Süden ausgerichtete Gebäude ist zwei Stockwerke hoch und verfügt über ein mit grauen Asphalt-Schindeln gedecktes Giebeldach sowie einen zentral angeordneten Kamin. An der Nordseite befindet sich ein einstöckiger Anbau. Das Haus ist mit Holzschindeln verkleidet und steht auf einem Steinfundament, dessen sichtbare äußere Flächen mit Beton vergossen sind. Auf der Nord- und Westseite führt jeweils ein außen liegendes Schott in den Keller.
Im Erdgeschoss befinden sich unter anderem die Lobby, ein Badezimmer und die durch den Anbau vergrößerte Küche, im über eine Treppe in der Lobby erreichbaren Obergeschoss liegen weitere Räume und ein weiteres Badezimmer. Von dort ist auch der Zugang zum Dachboden möglich.
Weitere Bestandteile des Districts sind eine Garage, das überwiegend im Stil der Georgianischen Architektur zwischen 1794 und 1798 errichtete Isaac and Mary Davenport House, ein ehemaliges Kutschenhaus, eine Schreinerei, ein Gewächshaus, ein Gartenpavillon, ein als Red Cottage bekanntes Gebäude, jeweils ein Schaf- und Hühnerstall sowie das Haus der Angestellten.

## Historische Bedeutung
Davenport Estate befand sich für mehr als 300 Jahre im Eigentum derselben, in Milton ansässigen Familie, als deren Begründer der 1664 geborene John Davenport gilt. Die Familie betrieb zunächst Landwirtschaft und baute durch weitere wirtschaftliche Aktivitäten ihr Vermögen kontinuierlich auf. Isaac Davenport, der als Kaufmann in Boston arbeitete, errichtete in den 1790er Jahren auf dem Grundstück des ehemaligen Bauernhofs seiner Familie ein Landhaus, das er an seine Nachkommen vererbte. Im 20. Jahrhundert gelangte das Anwesen in den Besitz von Henry Binney, eines Verwandten der Familie. Mit dem Tod von Mary May Binney Wakefield wurde die Treuhandgesellschaft Mary M.B. Wakefield Charitable Trust gegründet, die seither das Anwesen verwaltet und instand hält. Das Grundstück ist als öffentlicher Park und Arboretum zugänglich.